# Abdelkarim Hassan
Abdelkarim Hassan Al Haj Fadlalla (arabisch عبد الكريم حسن فضل الله, DMG ʿAbd al-Karīm Ḥasan Faḍl Allāh; * 28. August 1993 in Doha) ist ein katarischer Fußballspieler, der in Kuwait bei Al-Jahra SC unter Vertrag steht. Der linke Außenverteidiger ist seit Oktober 2010 katarischer Nationalspieler.

## Karriere

### Verein
Der in der katarischen Hauptstadt Doha geborene Abdelkarim Hassan entstammt der fußballerischen Ausbildung des al-Sadd SC, wo er im Verlauf der Saison 2011/12 erstmals in die erste Mannschaft beordert wurde. Am 15. Oktober 2011 (4. Spieltag) debütierte er beim 3:1-Heimsieg gegen den al-Khor SC in der höchsten katarischen Spielklasse, als er in der 78. Spielminute für Ali Hassan Afif eingewechselt wurde. Bereits in dieser Spielzeit kam er regelmäßig in der linken Außenverteidigung zum Einsatz und er absolvierte wettbewerbsübergreifend 19 Ligaspiele. In der nächsten Saison 2012/13 galt er bereits als Stammspieler. Mit Al Zaeem gewann er Anfang November 2011 mit einem 6:4-Sieg nach dem Elfmeterschießen gegen die Jeonbuk Hyundai Motors die AFC Champions League 2011, kam im Endspiel jedoch nicht zum Einsatz.
Am 24. Februar 2013 (18. Spieltag) erzielte er beim 3:1-Auswärtssieg gegen den al-Wakrah SC sein erstes Ligator für al-Sadd. Doppelt treffen konnte er am 13. April (21. Spieltag) beim 3:1-Heimsieg gegen den al-Kharitiyath SC. In dieser Spielzeit bestritt er 18 Ligaspiele, in denen er drei Treffer erzielte und er errang mit der Mannschaft den Meistertitel. In der darauffolgenden Saison 2013/14 machte er in 23 Ligaeinsätzen zwei Tore. Ein persönliches Hoch bei Torerfolgen gelang ihm in der Spielzeit 2014/15 mit fünf Treffern in 25 Ligaeinsätzen. In der darauffolgenden Saison 2015/16 markierte er in 21 Ligaeinsätzen vier Tore und in der Spielzeit 2016/17 absolvierte er 23 Ligapartien, in denen er drei Torerfolge verbuchen konnte.
Am 1. Juli 2017 wechselte Abdelkarim Hassan auf Leihbasis zum belgischen Erstligisten KAS Eupen, dem Partnerverein des al-Sadd SC. Dort trat er die nachfolge der zu al-Sadd zurückkehrenden Leihgabe Fahad Al-Abdulrahman an. Am 6. August 2017 (2. Spieltag) debütierte er bei der 1:3-Auswärtsniederlage gegen den FC Brügge in der höchsten belgischen Spielklasse. Bei den Pandas wurde er erst ab Oktober regelmäßig eingesetzt. Am 4. November 2017 (14. Spieltag) erzielte er beim 4:4-Unentschieden gegen die VV St. Truiden sein erstes Ligator. Nach einem Tor in 10 Ligaeinsätzen, wurde er nach der Hinrunde wieder nach Katar zurückbeordert.
Dort war er sofort nach seiner Rückkehr wieder eine wichtige Stütze in der Mannschaft. In der verbleibenden Saison der Qatar Stars League kam er in acht Ligaeinsätzen zu einem Treffer. Seine Leistungen für den al-Sadd SC und die Nationalmannschaft brachten ihm Ende November 2018 die Auszeichnung zu Asiens Fußballer des Jahres ein. In dieser Spielzeit 2018/19 bestritt er 14 Ligaspiele, in denen er vier Torerfolge verbuchen konnte. Mit al-Sadd gewann er dabei die zweite katarische Meisterschaft in seiner Laufbahn.
Am 22. Oktober 2019 wurde Abdelkarim Hassan für fünf Monate gesperrt, da er bei der 1:4-Heimniederlage gegen al-Hilal Saudi im Hinspiel des Halbfinales der AFC Champions League den Schiedsrichter angespuckt hatte und dafür mit „glatt Rot“ vom Platz gestellt wurde. Insgesamt verpasste er dadurch aber nur vier Pflichtspiele und im Januar 2020 stand er bereits wieder auf dem Spielfeld. In dieser Saison 2019/20 erzielte er in 16 Ligaeinsätzen zwei Tore.

### Nationalmannschaft
Am 18. November 2010 debütierte Abdelkarim Hassan bei der 0:1-Testspielniederlage gegen Haiti für die katarische Nationalmannschaft. Seit 2013 ist er regelmäßig für die Auswahl im Einsatz und gilt in der linken Außenverteidigung als gesetzt. Sein erster Länderspieltreffer gelang ihm am 31. Januar 2013 beim 1:0-Testspielsieg gegen den Libanon. Im November 2014 gewann er mit Katar den Golfpokal. Der größte Erfolg mit der Nationalmannschaft gelang ihm im Januar 2019 mit dem Gewinn der Asienmeisterschaft.

## Erfolge

### Verein
al-Sadd SC
- Qatar Stars League: 2012/13, 2018/19
- Emir of Qatar Cup: 2014, 2015, 2017
- Qatar Crown Prince Cup: 2017, 2020
- Qatari Sheikh Jassim Cup: 2014, 2017, 2019
- AFC Champions League: 2011

### Nationalmannschaft
- Asienmeisterschaft: 2019
- Golfpokal: 2014

### Auszeichnungen
- Asiens Fußballer des Jahres: 2018